# 瓜尔贝托·多罗萨里奥
安東尼奧·瓜尔贝托·多罗萨里奥（英語：António Gualberto do Rosário，出生於1950年10月12日）是維德角總理，其任期從2000年7月29日到2001年2月1日為止。而在其餘2000年7月至10月擔任代理總理之後，便一直擔任佛得角争取民主运动的領導人。而在這之前，他還曾經卡洛斯·维加任職總理期間擔任過農業部部長一職。